# Yoko Ono/Plastic Ono Band
Yoko Ono/Plastic Ono Band är det avantgardistiska debutalbumet av Yoko Ono. Albumet släpptes efter tre experimentella album tillsammans med John Lennon och ett livealbum som medlem i The Plastic Ono Band. 

## Inspelning
Med undantag av "AOS", som spelades in 1968, spelades hela albumet in under en eftermiddag i oktober 1970, samtidigt som sessioner till John Lennon / Plastic Ono Band ägde rum på Ascot Sound Studios och Abbey Road Studios, med samma musiker och produktionsteam. Denna dag spelade de även in låtarna "Don't Worry Kyoko (Mummy's Only Looking for Her Hand in the Snow)", som hamnade på Onos nästa album Fly, och "Between the Takes" som släpptes på CD-utgåvan av Fly (1998).  I "Greenfield Morning I Pushed an Empty Baby Car That Over the City" samplades ljud från ett kasserat band där George Harrison spelade sitar och Ringo Starr spelar trummot med extra ekoeffekter. Onos sång har lyriska referenser till missfall. Onos sång på spår som "Why" och "Why Not" blandade hetai, en japansk sångteknik från kabuki-teatern, med modern rock 'n roll och rå aggression påverkad av den då populära primalterapin som Lennon och Ono hade gjort. Enligt Ono var inspelningsteknikerna vana att stänga av inspelningsutrustningen när hon började uppträda - varför i slutet av "Why" kan Lennon höras fråga "Were you gettin' that?". 
"AOS" spelades in den 29 februari 1968. Den här dagen dök Yoko Ono upp på scenen i Londons Royal Albert Hall med jazzmusiker Ornette Coleman och hans bandkamrater - basisterna Charlie Haden och David Izenzon och trummisen Ed Blackwell. Föreställningen och deras eftermiddagsrepetition spelades in båda ("AOS" spelades in under repetitionen).

## Låtlista
Alla låtar skrivna av Yoko Ono. 
Sida ett
1. "Why" – 5:37
  - En klippt version blev B-sida till Lennons singel "Mother"
2. "Why Not" – 9:55
3. "Greenfield Morning I Pushed an Empty Baby Carriage All Over the City" – 5:38
  - Titeln och sångtexten kom från Onos bok Grapefruit

Sida två
1. "AOS" - 7:06 
  - Tillsammans med Ornette Coleman, inspelad den 29 februari 1968 och föregick resten av materialet
2. "Touch Me" - 4:37 
  - Även B-sida till "Power to the People" och ersatte därmed Onos "Open Your Box" för den amerikanska marknaden
3. "Paper Shoes" - 7:26

| 7. | Open Your Box (Alternate version) | 7:35  |
| 8. | "Something More Abstract"         | 0:44  |
| 9. | The South Wind                    | 16:38 |

| 7.  | Open Your Box (Alternate version) | 7:35  |
| 8.  | "Something More Abstract"         | 0:44  |
| 9.  | Why (Extended version)            | 8:41  |
| 10. | The South Wind                    | 16:38 |

## Medverkande

### Alla spår
- Yoko Ono - sång

### Alla spår förutom "AOS"
- John Lennon - gitarrer
- Klaus Voormann - elbas
- Ringo Starr - trummor

### "AOS"
- Ornette Coleman - trumpet
- Charlie Haden - kontrabas
- David Izenzon - kontrabas
- Ed Blackwell - trummor

Teknisk personal
- Phil McDonald - teknik
- John Leckie - teknik
- Andy Stevens - teknik
- "Eddie" - teknik
- Mal Evans - "salad"